# Жировичский монастырь
Успе́нский Жиро́вичский монасты́рь (бел. Успенскі Жыровіцкі манастыр) — ставропигиальный мужской монастырь Белорусской православной церкви, расположенный в агрогородке Жировичи Слонимского района Гродненской области Республики Беларусь. Создан на месте явления Жировицкой иконы Божией Матери.  Один из главных центров белорусского православия и крупнейший в стране архитектурный ансамбль XVII—XVIII веков.
В комплекс монастыря входят четыре храма и примыкающие постройки — Явленская церковь, Крестовоздвиженская церковь, храм Николая Чудотворца и Успенский собор, церковь великомученика Георгия Победоносца (находится на кладбище), звонница, здание семинарии, жилой монастырский комплекс, трапезная, хозяйственные постройки, огород.
Священноархимандрит обители — митрополит Минский и Заславский Вениамин (Тупеко), патриарший экзарх всея Беларуси. Наместник ― архиепископ Новогрудский и Слонимский Гурий (Апалько).

## История
Православный монастырь возник на месте, где, согласно преданию, в 1470 году, по другим данным — в 1490 году, 20 мая была явлена Жировицкая икона Божией Матери. Вначале известен как православный монастырь, после монастырь ордена базилиан, основанный в XVI веке. Сначала был деревянным, сгорел в 1655 году. Впоследствии постепенно восстанавливался.
Уния в Жировицах была принята в 1609 году по требованию Виленского трибунала. В 1613 году берестейский каштелян Иван Мелешко инициировал открытие униатского Жировичского Успенского монастыря, игуменом которого стал Иосафат (Кунцевич). Монастырь перешёл в руки базилиан (монахи греко-католического обряда, то есть униаты). В XVII―XVIII веках был духовным и административным центром белорусско-литовских униатов. В 1839 году епископ Иосиф (Семашко), пользуясь покровительством императора Николая I, вместе со священством и братией монастыря перешёл в православие и монастырь был возвращён Православной церкви. В Успенском соборе до XIX века хранился рукописный памятник XV века — Жировичское Евангелие.
В 1921 году Гродненская губерния перешла в состав Польши. В 1934 году польские власти разместили в части монастыря сельскохозяйственную школу, существовавшую до 1939 года. Несмотря на это, в монастыре жили 10 монахов.
Богослужения в монастыре проходили как после раздела Польши в 1939 году, так и в годы немецкой оккупации во время Второй мировой войны. В послевоенные годы он оставался действующим, причём в начале 1960-х годов дал приют сёстрам двух закрытых женских монастырей Белоруссии ― Рождество-Богородичного Гродненского и Полоцкого Спасо-Ефросиниевского.
В 1912—1915 годах в монастыре «на покое» (фактически — в ссылке) жил епископ Гермоген (Долганёв), с 1965 года до кончины в 1978 году — архиепископ Ермоген (Голубев),  фактически под домашним арестом.
В 1945 году на территории Жировичского монастыря были открыты богословско-пастырские курсы, преобразованные в 1947 году в Минскую духовную семинарию. Начиная с 1959 года власти советской Белоруссии методично не допускали набора абитуриентов в семинарию, и она в 1963 году «самоликвидировалась»; вновь открыта в 1989 году благодаря патриаршему экзарху Белоруссии митрополиту Филарету (Вахромееву). В 1991 году Минской духовной семинарии дан статус высшей духовной школы.
В 1963—1969 годах наместником Жировицкого монастыря был Михей (Хархаров), который был снят с должности за благожелательное отношение к архиепископу Ермогену (Голубеву), сосланному в монастырь за защиту церковных интересов.

## Архитектурный ансамбль
Как архитектурный ансамбль имеет нерегулярную планировку, живописную объёмно-пространственную композицию и выразительный силуэт. Центр композиции ― Успенский собор, соединённый крытыми переходами со зданием семинарии и жилым корпусом, в первом этаже которого имеется арочный проезд. Здание семинарии формирует парадный двор перед апсидой собора. Около восточного крыла семинарии расположен прямоугольный двор, окружённый одноэтажными корпусами. К юго-востоку от собора находится Богоявленская церковь. В восточной части территории монастырского комплекса на самом высоком месте возвышается Крестовоздвиженская церковь, являющаяся доминатной ансамбля.

### Успенский собор

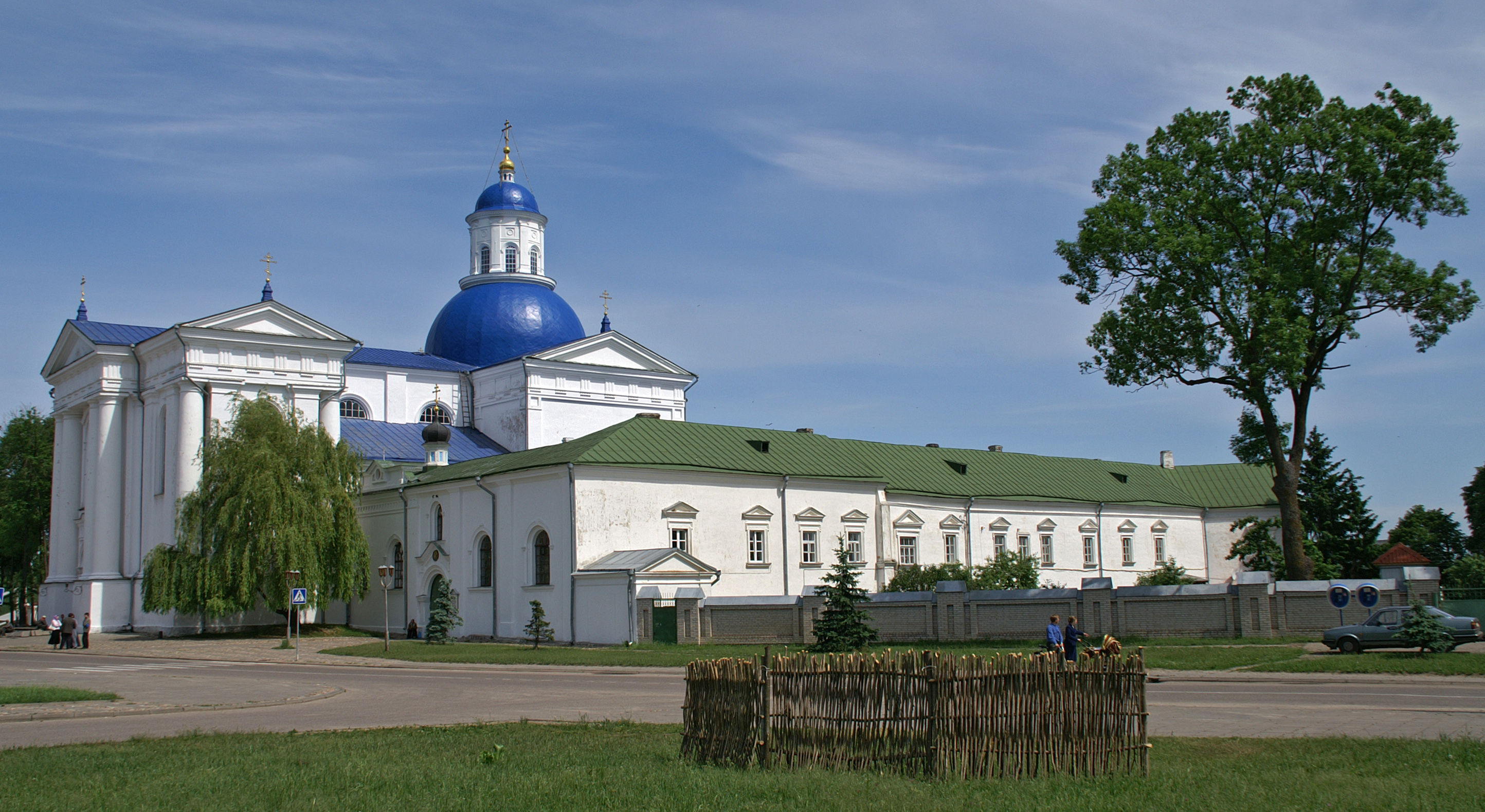
Ансамбль Успенского собора

Заложен как главный храм монастыря. Каменная трёхнефная купольно-крестовая базилика (длина 55 м, высота ок. 40 м) с полукруглой алтарной апсидой со ступенчатым контуром.
Сначала построен в стиле барокко (окончен в 1650 году), имел две башни на главном фасаде. После реконструкции в первой половине XIX века приобрёл черты классицизма. Были разобраны башни, изменены декор, форма светового барабана и купола, фасады оформлены колоннами и пилястрами и завершены трёхугольными фронтонами. Интерьер сохранился барочный.

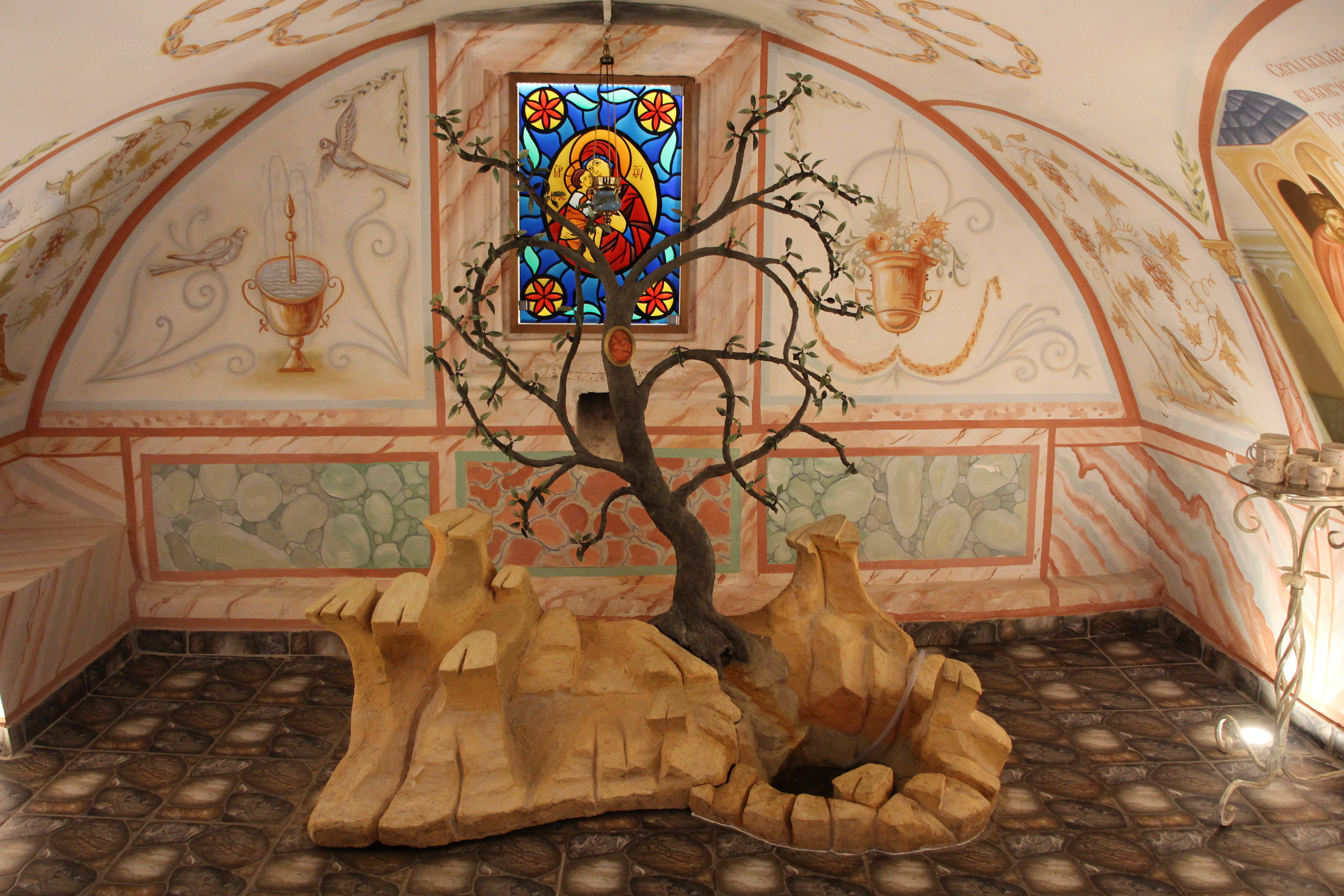
Источник на месте явления иконы Божьей Матери

Из-под собора бьет целебный источник, возникший, по преданию, при обнаружении иконы.

### Крестовоздвиженская церковь
Построена в 1796 году. Каменный однонефный храм-кальвария, посвященный распространенному в XVIII веке обряду, символирующему паломничество в Иерусалим.
Внутри церкви половину здания занимает лестница, на стене живописная панорама. Этот приём создает впечатление глубины при сравнительно небольших размерах церкви (12х25 м). Главный фасад имеет вытянутые пропорции и завершается высоким фронтоном с башенкой. Подобная башенка возвышается над алтарной стеной.

### Явленская церковь

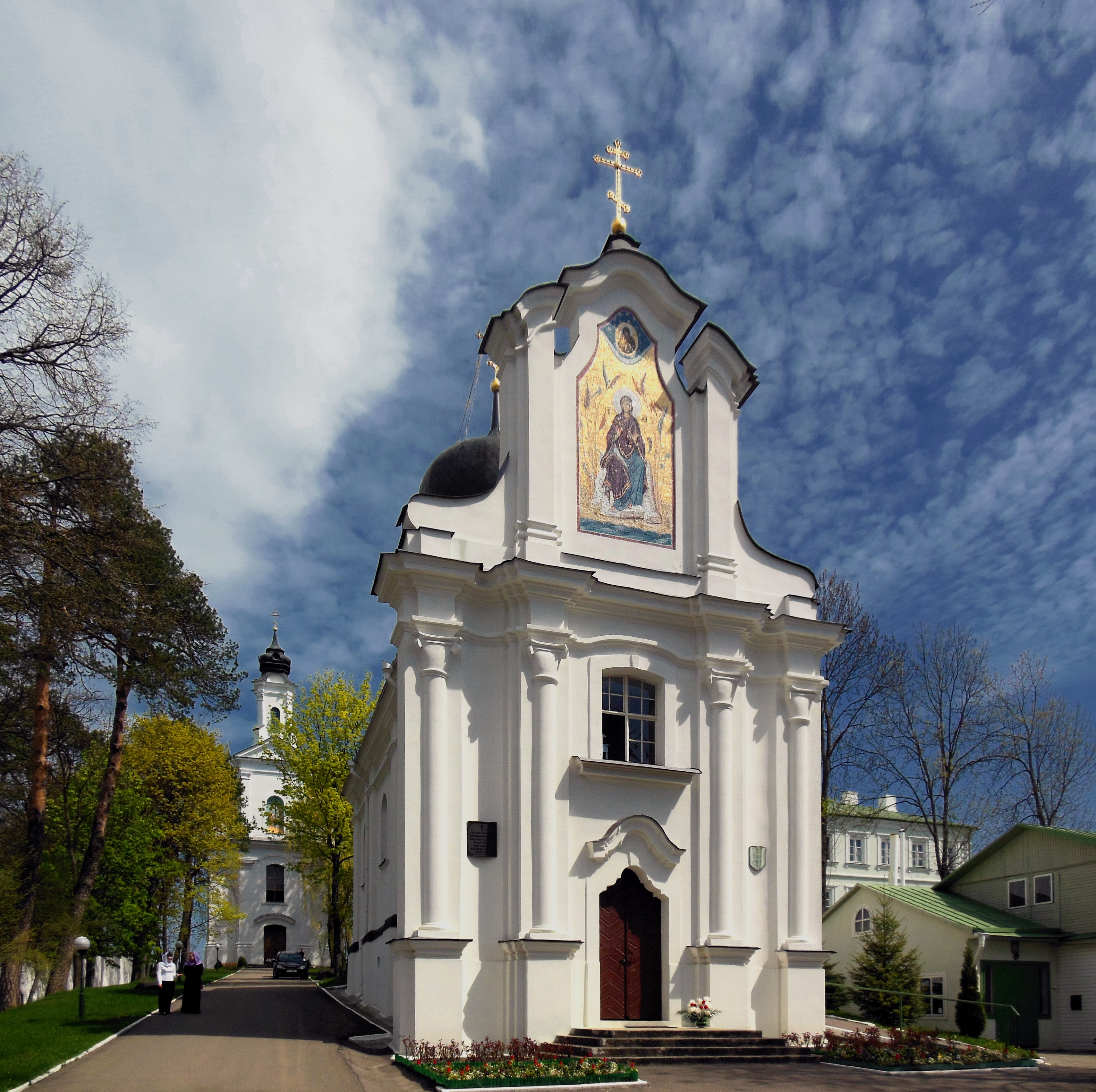
Богоявленская (Явленская) церковь

Построена в 1672 году, освящена в честь Рождества Богоматери. Прямоугольный в плане объём церкви накрыт двухскатной крышей с деревянным барабаном и куполом в средней части. Главный фасад оформлен пучками волют, выступает за пределы объёма полуколонн и фигурным фронтоном и закрывает боковые стены церкви. Остальные фасады сдержанно обработаны лопатками, простыми карнизами и обрамлением окон.

### Здание семинарии
Здание, ныне занимаемое Минской духовной семинарией, построено униатами в 1710 году, как коллегиум для философов, богословов, а в последующем и священнослужителей униатской церкви. В 1870 году было реконструировано литовским епархиальным архитектором Т. Савичем. Имеет симметричную объемно-пространственную экспозицию. Четырёхэтажное П-образное каменное здание в плане; накрыто мансардной крышей. Центр фасада выделен фигурным фронтоном, в центре дворового фасада выступает объём парадного зала, перекрытого цилиндрическим сводом с распалубками. Планировка галерейная, коридоры и подвалы перекрыты крестовыми сводами.
Минская духовная семинария имени Вселенских Учителей и Святителей Василия Великого, Григория Богослова и Иоанна Златоуста является высшим богословским учебным заведением Белорусской Православной Церкви, учрежденным с целью подготовки священнослужителей, богословов, педагогов, других церковных работников для служения на приходах, в епархиальных и синодальных учреждениях, духовных учебных заведениях, заграничных представительствах и других церковных и светских организациях.

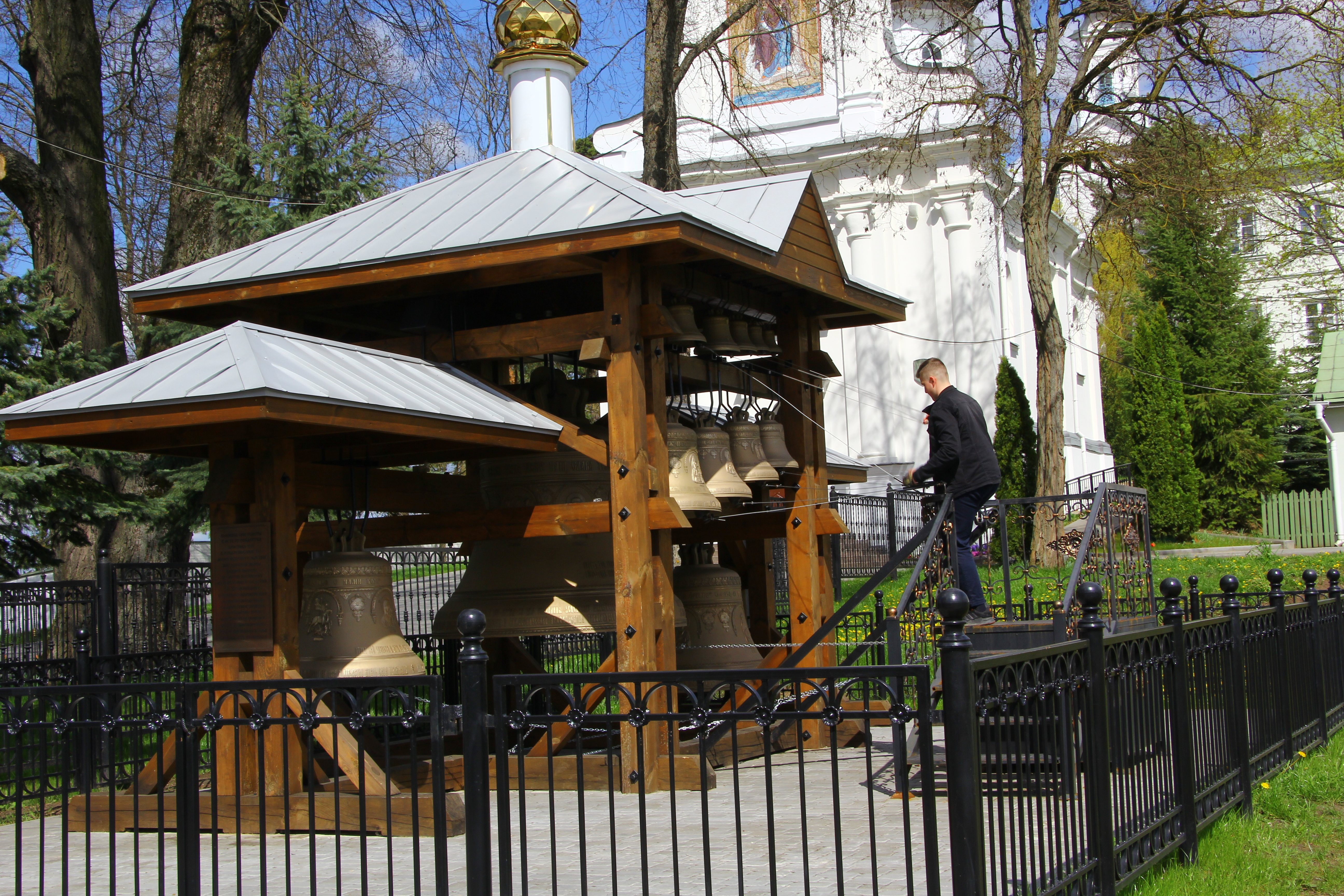
Временная звонница

### Колокола и памятник Серафиму Жировичскому
15 мая 2020 года, в канун празднования юбилейных дат Успенского Жировичского монастыря (550-летия со дня явления Жировичской иконы Божией Матери, 500-летия её повторного чудесного обретения и 500-летия со времени основания Жировичского монастыря), в обитель были доставлены памятник преподобномученику Серафиму, архимандриту Жировичскому, и новые колокола.
Преподобномученик Серафим в годы войны возрождал духовную жизнь на оккупированной территории Беларуси. За свою миссионерскую деятельность в 1945 году был приговорён к пяти годам лагеря, где и принял мученическую кончину. В основание памятника заложена капсула с землей, взятой с места гибели святого.
31 июля 2022 года в обитель был доставлен четырнадцатитонный колокол. Этот колокол является самым большим в Беларуси. Освящение колокола состоялось второго августа 2022 года,митрополитом Минским и Заславским Вениамином.
Тринадцать колоколов были изготовлены на колокололитейном заводе Валерия Анисимова «Вера» в городе Воронеже. Сейчас набор колоколов размещён на временной звоннице. Планируется строительство новой колокольни.

### Святые источники
На данный момент открыты для посещения два источника: старый (в конце ул. Советских Пограничников) и новый (вблизи автодороги М-11).

## Основные даты и празднования

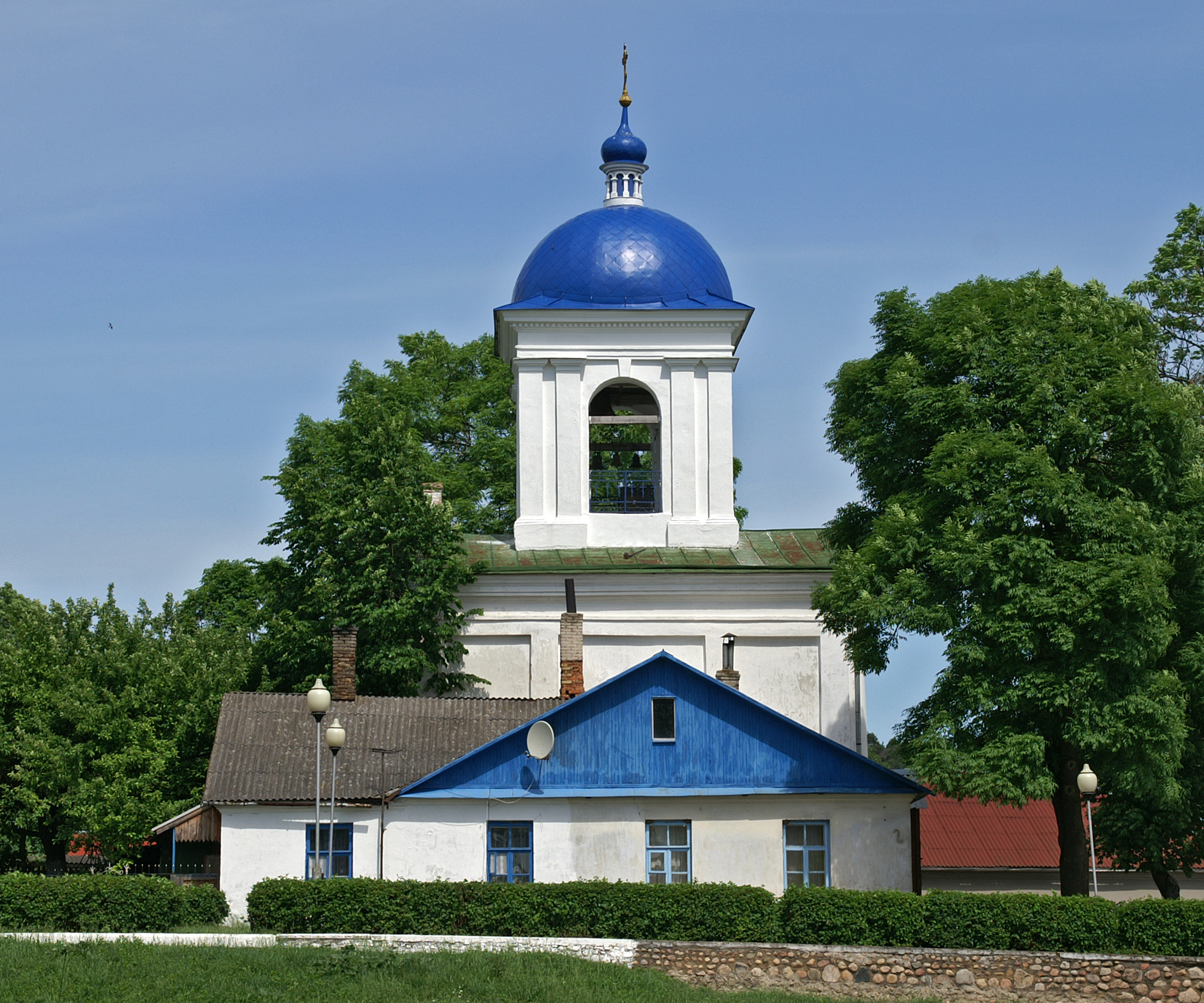
Звонница

- 20 мая 1490 года — явление Жировичской иконы
- 1613 год — переход монастыря к униатам
- 1839 год — возвращение монастыря к православным

Дни особых служб в монастыре:
- 20 мая — Память чудесного Явления Чудотворной Иконы Богоматери в Жировичах,
- 28 августа — Память Успения Божией Матери — престольный праздник обители,
- 19 декабря и 22 мая — День памяти Св. Николая Чудотворца — престольный праздник зимней церкви,
- 7 июля — Рождество Иоанна Предтечи — престольный праздник Предтеченского, правого придела Успенского собора,
- 6 сентября — Память преподобномученника Серафима, архимандрита Жировичского,
- 14 октября — Покрова Пресвятой Богородицы — престольный праздник Покровского, левого придела Успенского собора.

## Реликвии
Главная святыня монастыря — чудотворная Жировицкая икона Божией Матери. Это самая маленькая из почитаемых богородичных икон в христианском мире, размер её 5, 6 × 4, 4 см. Каждое утро, после Божественной литургии, совершается молебен с акафистом Божией Матери перед иконой. Особо чтимый праздник — явление иконы — 7/20 мая, 6 сентября — память новомученика и исповедника Белорусского Серафима Жировичского.
Также имеется крест-мощевик, частички мощей святых в иконах: святителей Николая Чудотворца, Игнатия Брянчанинова, Луки Войно-Ясенецкого, виленских мучеников: Антония, Иоанна и Евстафия, преподобных Оптинских старцев, преподобной Ефросинии Полоцкой, преподобного Александра Свирского, блаженной Матроны Московской.